# Shuiwei
Shuiwei (kinesiska: 水尾, 水尾水族乡) är en socken i Kina. Den ligger i provinsen Guizhou, i den sydvästra delen av landet, omkring 190 kilometer sydost om provinshuvudstaden Guiyang.